# Wysokoje (rejon miedwieński)
Wysokoje (ros. Высокое) – wieś (ros. село, trb. sieło) w zachodniej Rosji, centrum administracyjne sielsowietu wysokskiego w rejonie miedwieńskim (obwód kurski).

## Geografia
Miejscowość położona jest nad Rieutem (lewy dopływ Sejmu), 7 km na zachód od centrum administracyjnego rejonu (Miedwienka), 33,5 km na południowy zachód od Kurska, 8 km od drogi magistralnej (federalnego znaczenia) M2 «Krym».
We wsi znajduje się 156 posesji.
Klimat
Miejscowość, jak i cały rejon, znajduje się w strefie klimatu kontynentalnego z łagodnym ciepłym latem i równomiernie rozłożonymi opadami rocznymi (Dfb w klasyfikacji klimatów Köppena).

## Demografia
W 2010 r. wieś zamieszkiwało 457 osób.